# Округ Стшижув
О́круг Стши́жув (нем. Bezirk Strzyżów, Стшижовский уезд, пол. Powiat strzyżowski) — административная единица коронной земли Королевства Галиции и Лодомерии в составе Австро-Венгрии, существовавшая в 1867—1918 годах. Административный центр — Стшижув.
Образован 15 сентября 1896 года
После Первой мировой войны округ вместе со всей Галицией отошёл к Польше.